# 臺北市政府
25°02′15″N 121°33′50″E / 25.037525°N 121.563782°E
臺北市政府（簡稱：北市府）是中華民國臺北市的行政機關，在中華民國政府架構中為直轄市自治的行政機關，並同時負責執行中央機關委辦事項，臺北市的自治監督機關為行政院。
作為地方自治團體之行政機關，臺北市政府的歷史沿革，最早可追溯至1920年，日本帝國臺灣總督府施行臺灣市制時所成立的「臺北市役所」。1967年7月1日，直轄市臺北市成立，並新設直轄市行政機關「臺北市政府」。1968年7月1日，原屬臺北縣的內湖鄉、南港鎮、木柵鄉、景美鎮和原屬陽明山管理局的北投鎮、士林鎮併入臺北市（直轄市），確立今日的臺北市轄域。

## 沿革
- 1920年，日本臺灣總督府設立臺北州轄市「臺北市」，並設立地方行政機關臺北市役所，利用臺北城北尋常小學校（後更名樺山尋常小學校）部分校舍作為辦公廳舍（現址位於今忠孝東路一段的內政部警政署，臺北喜來登大飯店對街）。
- 1937年，樺山尋常小學校遷校，臺北市役所利用樺山尋常小學校[1]舊校地興建新的辦公廳舍（現為行政院中央大樓）；1940年完工後遷入。
- 1945年，中華民國接收臺灣後，臺北市自臺北州劃出，改為臺灣省之省轄市「臺北市」。由於臺北市役所辦公樓被充作臺灣省行政長官公署廳舍使用，新設立的臺北市政府改以長安西路建成國民學校校舍作為辦公場所。
- 1967年7月1日，正式改制為直轄市，並新設直轄市行政機關「臺北市政府」。
- 1968年7月1日，原屬臺北縣的內湖鄉、南港鎮、木柵鄉、景美鎮和原屬臺灣省管轄的行政區陽明山管理局及其轄下的北投鎮、士林鎮併入臺北市。
- 1974年初，臺北市政府撤銷陽明山管理局的行政區域管轄權，北投區和士林區自此歸臺北市政府直接管轄。
- 1994年3月，位於信義計畫區的臺北市市政大樓完工，臺北市政府與所屬機關進駐辦公。位於長安西路的臺北市政府舊廈一度閒置，之後改為分由台北當代藝術館及臺北市立建成國民中學使用，地下室部分被闢建為市營停車場。
- 2015年1月26日，除臺北市政府外，臺北市各機關和區公所網站的域名改為「gov.taipei」（「臺北市教育入口網」www.tp.edu.tw、臺北市立美術館、道路管線中心除外）。
- 2017年，位於萬華車站上蓋的艋舺101大樓完工，臺北市政府在此開設第二行政中心[2]，並進駐市長第二辦公室。
- 2022年，臺北市總人口數降至250萬以下，副市長員額自三名降為二名[3]。

## 辦公廳舍
1920年臺北設市初期，先以城北小學校部分校舍作為臺北市役所的辦公廳舍。1940年，遷入興建完成的新廈（今行政院大廈）。1945年台灣光復後，中華民國政府接收臺灣，由於原臺北市役所廳舍被臺灣省行政長官公署充作辦公廳舍，甫成立的臺北市（省轄市）政府改以舊建成國民學校校舍作為辦公場地。1980年，信義計畫區開始進行開發，臺北市政府選擇於此興建臺北市政大樓。
臺北市市政大樓為信義計畫區的地標之一，整棟建築呈「雙十」型狀，座落於仁愛路尾端。樓高12層、地下2層，是開放式辦公場所，樓地板總面積計有19萬5千多平方公尺，約相當6萬坪，30餘個臺北市政府所屬機關進駐，在此辦公的臺北市政府人員共約有6千人。
2005年10月，臺北市政府新聞處舉辦市民票選「臺北市十大建築」活動，臺北101、美麗華摩天輪、中正紀念堂、圓山大飯店、總統府、國父紀念館、西門紅樓、新光人壽大樓、中油大樓與臺北之家等十座建築獲選代表臺北市的特色建物，監察院廳舍與臺北市市政大樓則分別名列第11、12位。
合署大樓
| 名稱         | 地址                | 設施 |
| ------------ | ------------------- | ---- |
| 臺北市政大樓 | 信義區市府路1號     |      |
| 第二市政大樓 | 萬華區艋舺大道101號 |      |

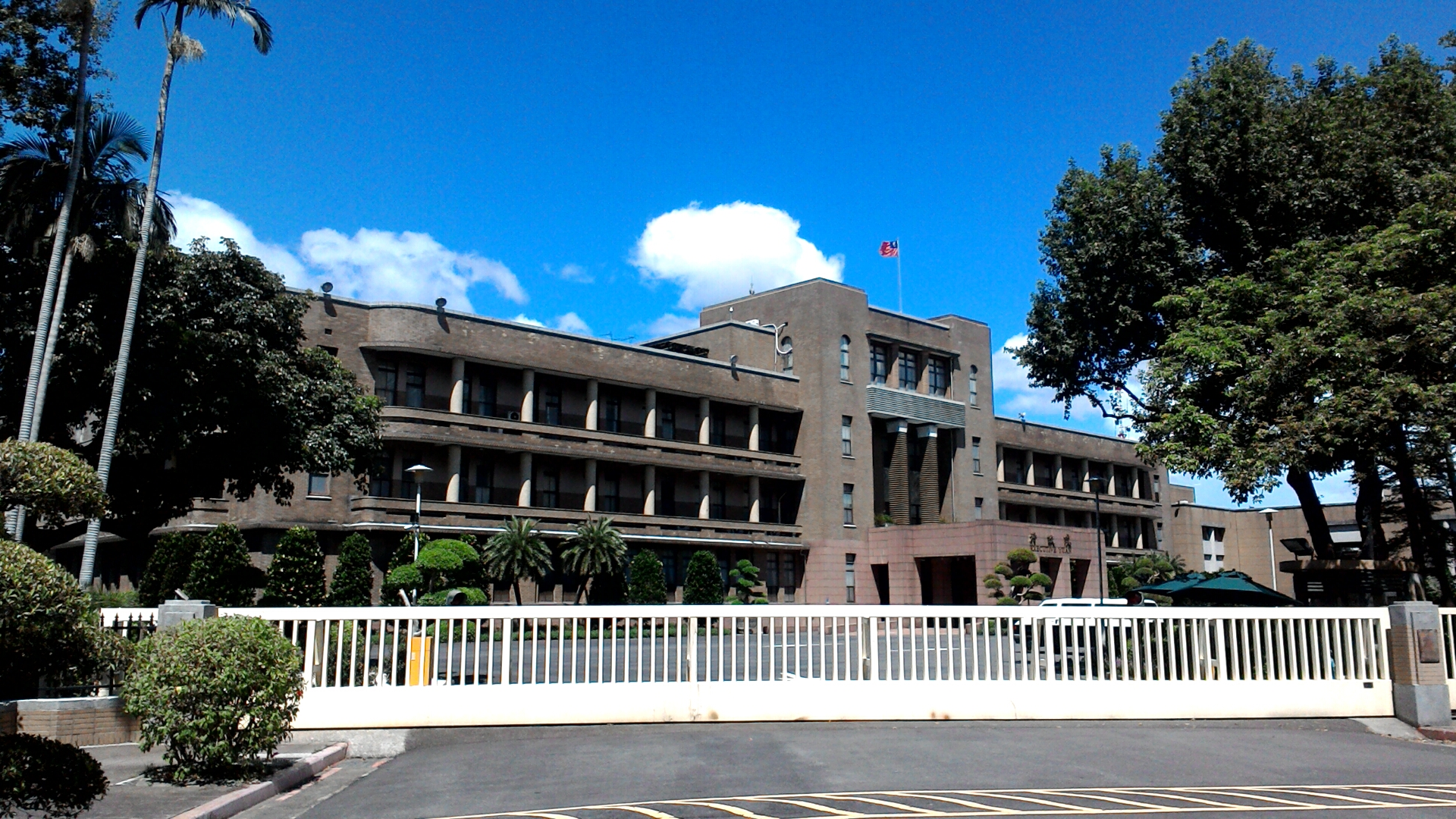
1941年~1945年間的臺北市役所，現作為行政院中央大樓使用
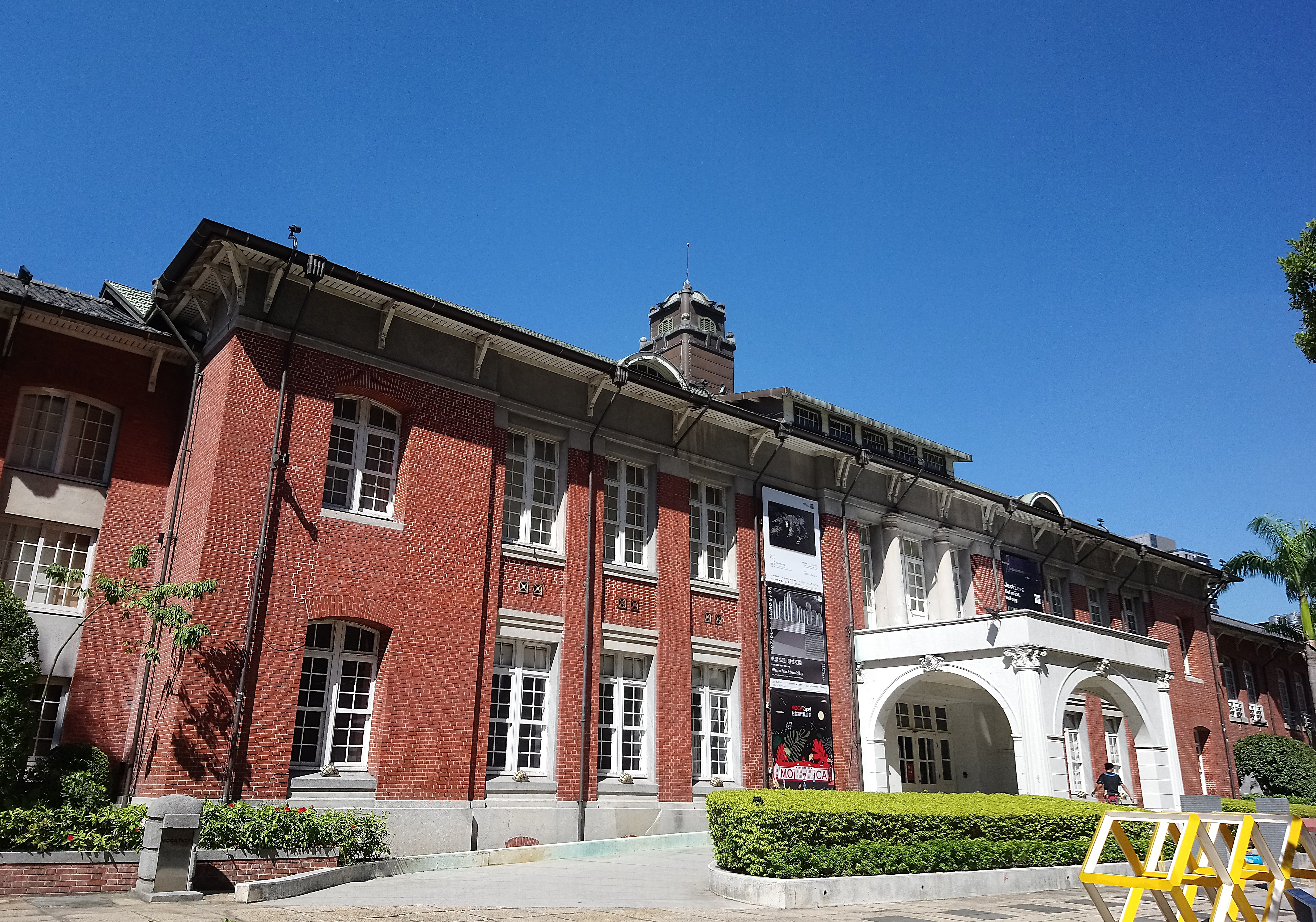
1945年~1994年間的台北市政府舊廈，現作為台北當代藝術館使用
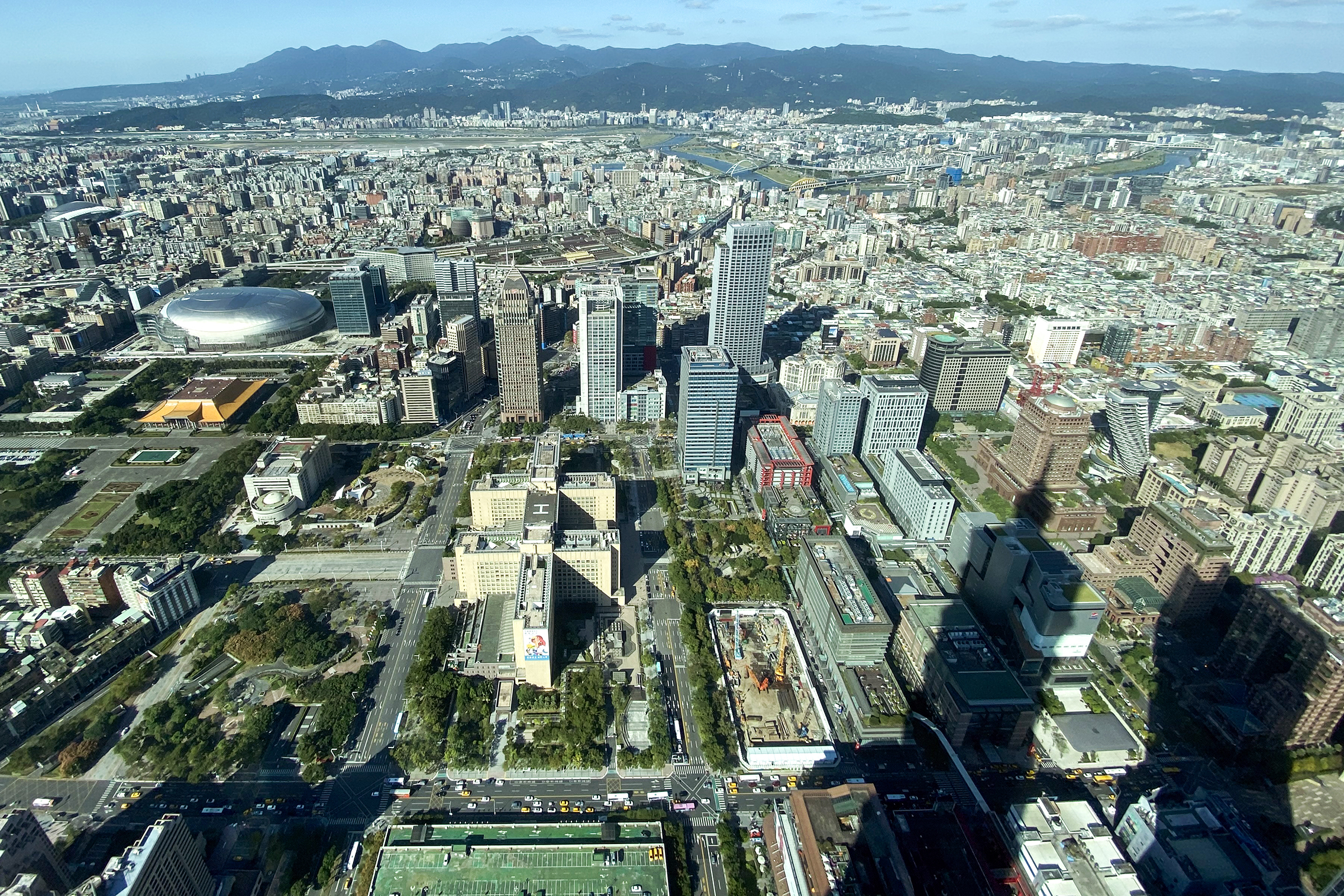
由台北101俯瞰臺北市市政大樓及其周邊的信義計畫區
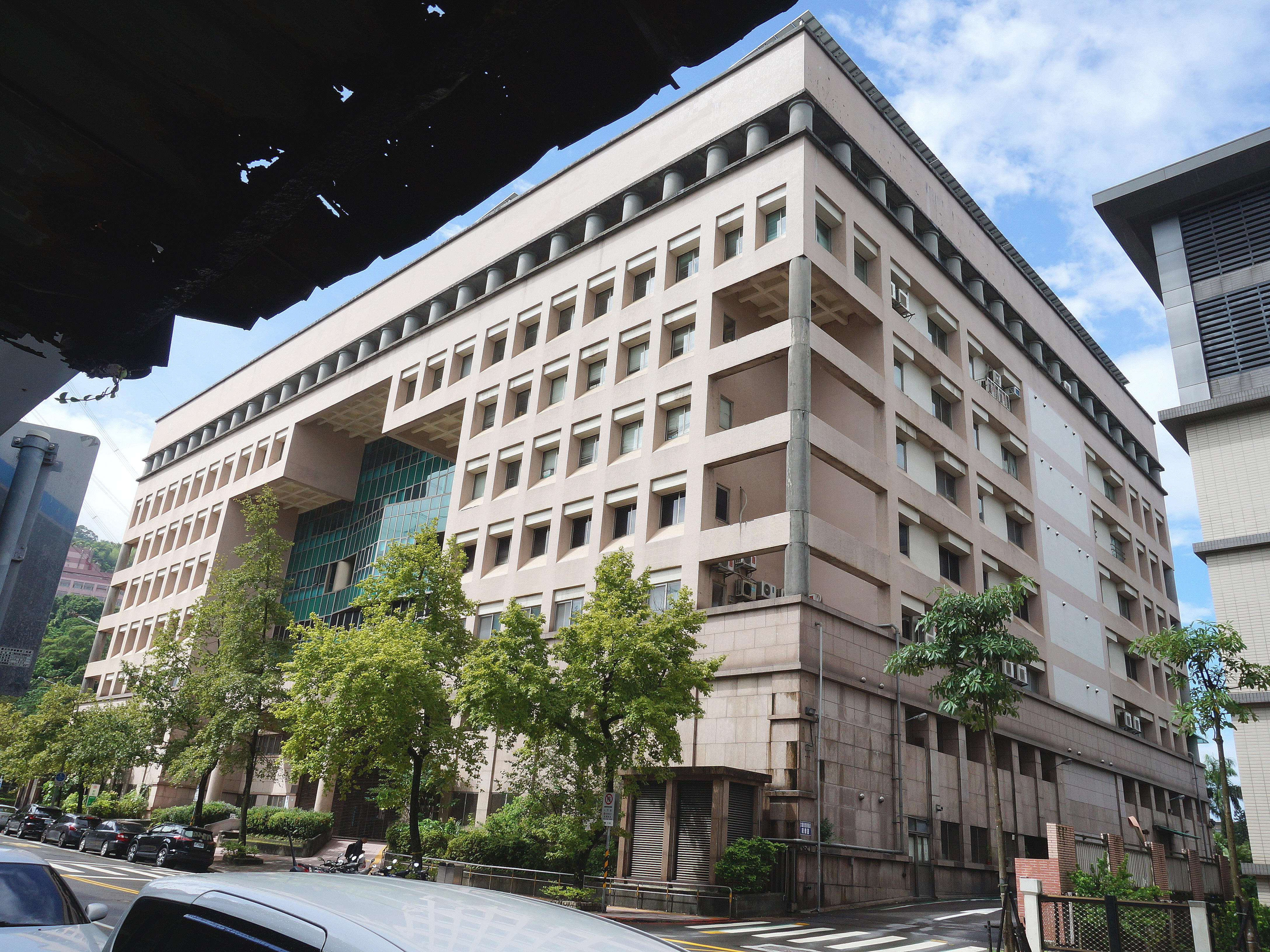
臺北市政府松德辦公大樓
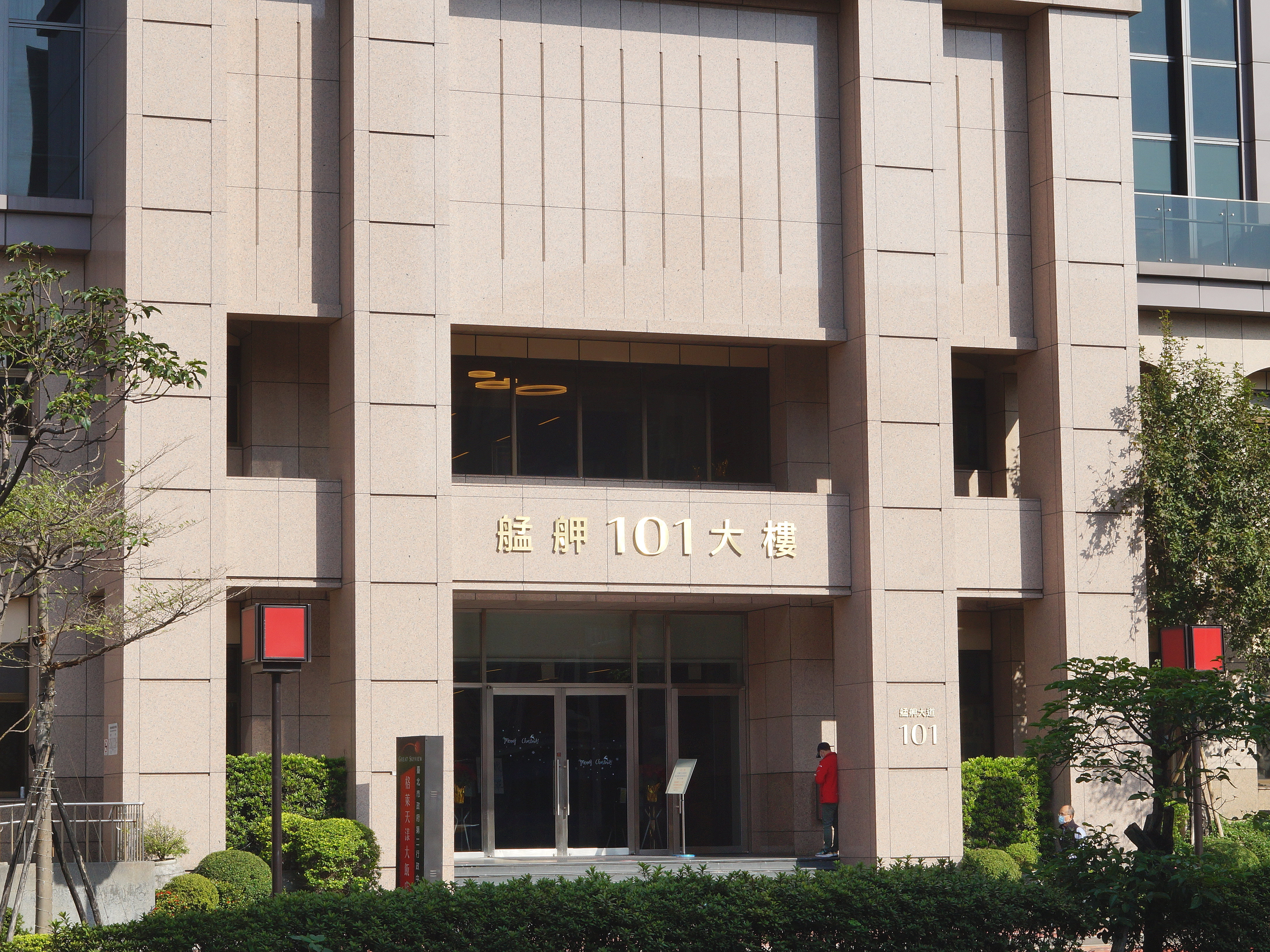
臺北市政府第二行政中心，位於艋舺101大樓

### 官舍
臺北市政府轄下各局處首長於中山區中山北路二段44巷25號的「御成町」建案中配給有職務宿舍，據相關規範自副秘書長以上之首長皆具申請資格，以雙北市無自宅者優先入住。

## 組織
臺北市政府的組織基準法為《臺北市政府組織自治條例》，臺北市政府設有32個所屬一級機關、112個所屬二級機關、12個區公所、236所各級學校、14所幼兒園，此外臺北市政府還經營3個事業機構。

### 一級機關
| - 臺北市政府民政局 - 臺北市政府財政局 - 臺北市政府教育局 - 臺北市政府產業發展局 - 臺北市政府工務局 - 臺北市政府交通局 - 臺北市政府社會局 - 臺北市政府勞動局 - 臺北市政府警察局 - 臺北市政府衛生局 - 臺北市政府環境保護局 - 臺北市政府都市發展局 - 臺北市政府文化局 - 臺北市政府消防局 - 臺北市政府捷運工程局 - 臺北翡翠水庫管理局 - 臺北市政府觀光傳播局 - 臺北市政府地政局 - 臺北市政府兵役局 - 臺北市政府體育局 - 臺北市政府資訊局 - 臺北市政府法務局 - 臺北市政府青年局 | - 臺北市政府秘書處 - 臺北市政府主計處 - 臺北市政府人事處 - 臺北市政府政風處 - 臺北市政府公務人員訓練處 - 臺北市政府研究發展考核委員會 - 臺北市都市計畫委員會 - 臺北市政府原住民族事務委員會 - 臺北市政府客家事務委員會 - 臺北自來水事業處 - 自來水處工程總隊 - 臺北捷運公司 - 北捷遊憩公司 - 大都會客運 - 悠遊卡投資控股 - 悠遊卡公司 - 點鑽整合行銷 |

### 二級機關
| - 臺北市政府秘書處 - 臺北市市政大樓公共事務管理中心 - 臺北市政府民政局 - 戶政事務所（12所） - 孔廟管理委員會 - 殯葬管理處 - 臺北市政府財政局 - 稅捐稽徵處 - 動產質借處 - 臺北市政府教育局 - 圖書館 - 動物園 - 天文館 - 臺北市政府家庭教育中心 - 臺北市政府產業發展局 - 商業處 - 市場處 - 動物保護處 - 臺北市政府工務局 - 公園處 - 新工處 - 水利工程處 - 衛生下水道工程處 - 大地工程處 - 臺北市政府交通局 - 停車管理工程處 - 交通管制工程處 - 公共運輸處 - 交通事件裁決所 - 臺北市政府社會局 - 浩然敬老院 - 陽明教養院 - 家庭暴力暨性侵害防治中心 - 臺北市政府勞動局 - 勞動檢查處 - 就業服務處 - 勞動力重建運用處 - 職能發展學院 | - 臺北市政府警察局 - 保安警察大隊 - 少年警察隊 - 捷運警察隊 - 通信隊 - 交通警察大隊 - 刑事警察大隊 - 婦幼警察隊 - 臺北市政府警察局各區分局（15分局） - 臺北市政府衛生局 - 臺北市立聯合醫院 - 臺北市政府衛生局各區衛生服務中心（12） - 臺北市政府環境保護局 - 木柵垃圾焚化廠 - 環保稽查大隊 - 內湖垃圾焚化廠 - 北投垃圾焚化廠 - 臺北市政府都市發展局 - 臺北市建築管理工程處 - 臺北市都市更新處 - 臺北市政府文化局 - 中山堂管理所 - 美術館 - 交響樂團 - 文獻館 - 國樂團 - 臺北市藝文推廣處 - 臺北市政府捷運工程局 - 第一區工程處 - 第二區工程處 - 捷運局機工處 - 臺北市政府觀光傳播局 - 臺北電台 - 臺北市政府地政局 - 土地開發總隊 - 松山地政 - 中山地政 - 古亭地政 - 士林地政 - 大安地政 - 建成地政 |  |

## 交通資訊

### 公車
市政大樓－公車路線可搭乘 20、28、46、261、263（仁愛幹線）、266（承德幹線）、270、270（區間車）、281、282（副線）、284、311、611、612、621、647、650（基隆路幹線）、651、669、912、915、935、939、950、棕6、棕7、棕18、棕21、綠1、藍5、藍10、市民小巴7、1211

### 台北捷運
市政大樓－捷運路線可搭乘板南線至捷運市政府站下車，或搭乘淡水信義線至捷運台北101/世貿站下車。

## 外部連結
- 臺北市政府（繁體中文）（英文）
- 臺北市便民服務雲（繁體中文）
- 臺北市政大樓公共事務管理中心 （页面存档备份，存于）（繁體中文）（英文）
- 臺北市民e點通 （页面存档备份，存于）（繁體中文）（英文）
- 愛台北市政雲服務 （页面存档备份，存于）（繁體中文）
- 臺北市政府i-Voting網路投票 （页面存档备份，存于） （繁體中文）
- Taipei Free 臺北公眾區免費無線上網 （页面存档备份，存于）（繁體中文）（英文）（日語）
- 智慧臺北 幸福生活的Facebook專頁
- YouTube上的臺北市政府頻道